# برج مبارکه
برج مبارکه مربوط به دوره قاجار است و در شهرستان بافق، روستای مبارکه واقع شده و این اثر در تاریخ ۱۰ خرداد ۱۳۸۲ با شمارهٔ ثبت ۸۶۸۱ به‌عنوان یکی از آثار ملی ایران به ثبت رسیده است.